# CGIAR
CGIAR (anciennement acronyme de Consultative Group on International Agricultural Research, soit Groupe consultatif pour la recherche agricole internationale) se définit comme un partenariat global qui réunit des organisations internationales œuvrant dans la recherche sur la sécurité alimentaire qui regroupe quinze centres de recherche, des bailleurs de fonds et des organes consultatifs.

## Mission
L'objectif officiel de CGIAR est de faire progresser la science et l'innovation en agriculture et en alimentation pour permettre aux personnes pauvres, en particulier les femmes, de mieux nourrir leurs familles et d'améliorer la productivité et la résilience agricoles afin qu'elles puissent bénéficier de la croissance économique et assurer une gestion adéquate des ressources naturelles face aux changements climatiques et autres défis.

## Histoire
CGIAR a été fondé en tant que partenariat mondial de recherche pour le développement par la Banque mondiale le 19 mai 1971 sous le parrainage conjoint de l'Organisation des Nations unies pour l'alimentation et l'agriculture (FAO), du Fonds international de développement agricole (FIDA) et du Programme des Nations unies pour le développement (PNUD), préoccupé par le risque de famine dans les pays en développement.
Depuis quelques années, CGIAR subit de profondes réformes dans le but d'améliorer les synergies entre les différents Centres de recherche et les autres acteurs du monde agricole. Les principales activités de recherche sont maintenant regroupées en « Programmes de recherche de CGIAR » (CGIAR Research Programs (CRPs) en anglais) et divisées en thématiques telles le changement climatique ou la nutrition.

## Gouvernance
La gouvernance de CGIAR est assurée par le « Conseil de décision stratégique du Système » et l'« Organisation du Système CGIAR ». Ce dernier, créée le 20 juillet 2012 en tant qu’organisation internationale, a pour objectif de coordonner les activités entre les Centres de recherche de CGIAR et les autres partenaires dans le cadre d’une stratégie commune, afin de leur permettre d’accroître leur contribution individuelle et collective à la réalisation de la vision de CGIAR. Le siège de l’organisation du Système CGIAR est situé sur le site d'Agropolis International à Montpellier,.

## Centres de recherche
| Centres en activité                                                                             | Siège                   |
| ----------------------------------------------------------------------------------------------- | ----------------------- |
| Centre international d’agriculture tropicale (CIAT)                                             | Cali (Colombie)         |
| Centre de recherche forestière internationale (CIFOR)                                           | Bogor (Indonésie)       |
| Centre international d'amélioration du maïs et du blé (CIMMYT)                                  | Mexico (Mexique)        |
| Centre international de la pomme de terre (CIP)                                                 | Lima (Pérou)            |
| Centre international de recherche agricole dans les zones arides (ICARDA)                       | Beyrouth (Liban)        |
| Centre mondial sur le poisson (WorldFish)                                                       | Penang (Malaisie)       |
| Centre international pour la recherche en agroforesterie (ICRAF)                                | Nairobi (Kenya)         |
| Institut international de recherche sur les cultures des zones tropicales semi-arides (ICRISAT) | Hyderabad (Inde)        |
| Institut international de recherche sur les politiques alimentaires (IFPRI)                     | Washington (États-Unis) |
| Institut international de gestion de l'eau (IWMI)                                               | Colombo (Sri Lanka)     |
| Institut international d’agriculture tropicale (IITA)                                           | Ibadan (Nigeria)        |
| Institut international de recherche sur l’élevage (ILRI)                                        | Nairobi (Kenya)         |
| Institut international de recherche sur le riz (IRRI)                                           | Los Baños (Philippines) |
| Centre du riz pour l'Afrique (AfricaRice)                                                       | Bouaké (Côte d'Ivoire)  |
| Bioversity International                                                                        | Rome (Italie)           |

| Centres supprimés                                                             | Siège                  | Changements                                                             |
| ----------------------------------------------------------------------------- | ---------------------- | ----------------------------------------------------------------------- |
| Centre international du bétail pour l'Afrique (ILCA)                          | Addis-Abeba (Éthiopie) | 1994 : fusion avec l'ILRAD pour former l'ILRI                           |
| Laboratoire international de recherche sur les maladies animales (ILRAD)      | Nairobi (Kenya)        | 1994 : fusion avec l'ILCA pour former l'ILRI                            |
| Réseau international pour l'amélioration de la banane et du plantain (INIBAP) | Montpellier (France)   | 1994 : transformé en programme de Bioversity International              |
| Service international pour la recherche agricole nationale (ISNAR)            | La Haye (Pays-Bas)     | 2004 : dissous, les programmes principaux étant transférés dans l'IFPRI |